# Национальная конфедерация труда
Национальная конфедерация труда (сокращённо НКТ; исп. CNT — Confederación Nacional del Trabajo) — испанская конфедерация анархо-синдикалистских профсоюзов, коллективный член Международной ассоциации трудящихся. Полное официальное название — НКТ-МАТ (CNT-AIT). Исторически тесно связана с анархистской организацией Федерация анархистов Иберии.
НКТ была образована в 1910 году в Барселоне группами, объединёнными профсоюзом Solidaridad Obrera, оказав в дальнейшем огромное влияние на развитие испанского анархизма.
Принципы, на которых основывается данная анархо-синдикалистская профсоюзная организация, включают в себя: взаимопомощь, федерализм, рабочее самоуправление, принцип общих собраний — коллективное принятие решений.

## История

### Ранняя история

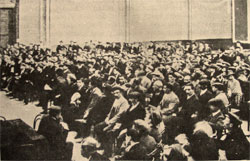
Конгресс 1910 года.

Анархистское движение Испании имеет давнюю традицию, восходящую ещё к концу первой половины XIX века, при этом историк Джордж Вудкок считает, что реальной силой оно стало с 1868 года, что было связано с пропагандистской деятельностью Михаила Бакунина и его сторонников, и с работой Первого Интернационала.
С начала XX века испанские анархисты начинают создание сильного профсоюзного движения:

В начале века появляется новое коллективистское направление испанского анархизма, которое своим появлением во многом обязано французскому революционному синдикализму. Концепция всеобщей забастовки, обновленная французами, стала основой его революционной стратегии. Попытка воссоздать испанскую секцию I Интернационала — Федерацию Трудящихся Испанского Региона, предпринятая в 1900 году, закончилась неудачей (…) В 1907 году либертарные профсоюзы Каталонии объединились в синдикалистскую организацию Рабочая Солидарность (РС) (Solidaridad Obrera). Её структура скоро распространилась на всю провинцию, а в начале 1908 года состоялся I конгресс.
Рабочая Солидарность оказалась в итоге прямым предшественником НКТ.
В июле 1909 года в Испании произошли трагические события, связанные с происходившей тогда войной в Марокко: в связи с тяжёлой ситуацией на фронте, правительство решило призвать каталонских резервистов, в ответ на это РС призвала к проведению всеобщей забастовки. Результатом этого явились баррикадные бои на улицах Барселоны, более 200 человек были убиты.
Произошедшие события поставили на повестку дня необходимость для анархистов создания сильной организации.
Национальная конфедерация труда была создана на прошедшем в октябре — ноябре 1910 года в Барселоне конгрессе. К 1911 году в ней состояло около 30 000 человек, и уже тогда:

Она смогла организовать крупные стачки в Мадриде, Бильбао, Севилье, Хересе-де-ла-Фронтера, Малаге, Таррасе, всеобщую забастовку в Сарагосе и, наконец, всеобщую революционную стачку против войны в Марокко (осень 1911 года), стачку 100 тысяч текстильщиков, всеобщую забастовку в Валенсии (март 1914 года) и так далее. В 1911 году НКТ была запрещена и оставалась в подполье до 1914 года..
В 1916 году по всей Испании проходили забастовки, и в том же году анархо-синдикалистская НКТ и социалистический Всеобщий союз трудящихся (ВСТ) заключили временное соглашение, которое было нацелено на революцию. Итогом явилась совместная всеобщая забастовка 1917 года, которая была подавлена силами правительства.
После этого, на втором конгрессе НКТ было принято решение о вступлении в Коминтерн, и, кроме того, обсуждался вопрос о слиянии с ВСТ. Однако после того как в Советской России на втором конгресс Коминтерна побывал делегат от испанских анархо-синдикалистов Анхель Пестанья (1888—1937), настроения в НКТ начинают меняться. В итоге, на Сарагосском пленуме, проходившем в июне 1922 года, было принято решение о выходе из Коммунистического интернационала.

### Взлёт влияния НКТ
В 1918 году влияние НКТ среди рабочих Испании всё более усиливается. Огромным успехом НКТ стали события, связанные с всеобщей забастовкой против увольнения в феврале 1919 года рабочих компании «Ла Канадиенс», закончившаяся удовлетворением требований забастовщиков. В этом году численность НКТ составляла уже около 800 000 человек: на прошедшем в декабре мадридском конгрессе «было непосредственно представлено 600 тысяч рабочих и ещё 200 тысяч — косвенно».
В то же время против членов анархо-синдикалистских профсоюзов начинают активно действовать так называемые «пистолерос», убивавшие активистов профсоюзных организаций: за два года по данным НКТ было убито около 400 человек.

### Взаимодействия с Коминтерном
Вот что пишет Даниэль Герен:
В Испании анархо-синдикалисты были ослеплены Октябрьской революцией. На Мадридском конгрессе НКТ (10-20 декабря 1919 г.) была принята резолюция, в которой говорилось, что «эпопея русского народа воодушевила всемирный пролетариат». Единодушно, «без малейшего колебания, подобно девушке, отдающейся своему возлюбленному», съезд проголосовал за временное вступление в Коммунистический Интернационал по причине его революционного характера, выразив при том пожелание созыва всемирного рабочего съезда, который определит основы, на которых будет создан истинный Интернационал трудящихся. Однако диссонансом прозвучали несколько робких голосов: Российская революция есть революция «политическая» и не воплощает либертарный идеал. Съезд с ними не посчитался. Он принял решение направить делегацию на II конгресс Третьего Интернационала, открывшийся в Москве 15 июля 1920 г.
Но ко времени конгресса эта любовная связь была уже на грани разрыва. Делегата, представляющего испанских анархо-синдикалистов, пытались заставить принять участие в организации Интернационала революционных профсоюзов, но он воспротивился, когда ему предложили текст, который призывал к «завоеванию политической власти», «диктатуре пролетариата» и предполагал органическое взаимодействие между профсоюзами и коммунистическими партиями, которое тонко маскировало под словом «взаимодействие» подчинение первых последним. На последующих заседаниях Коминтерна профсоюзные организации разных стран были представлены делегатами от коммунистических партий соответствующих стран, а предполагаемый Красный Интернационал профсоюзов открыто контролировался Коминтерном и его национальными секциями. Представитель испанской делегации Анхель Пестанья воскликнул после того, как изложил либертарную концепцию социальной революции: «Революция не есть и не может быть делом партии. Партия способна в любой момент устроить государственный переворот. Но государственный переворот не есть революция». И в заключение добавил: «Вы говорите нам, что без коммунистической партии революция произойти не может, что без завоевания политической власти никакое освобождение невозможно, и что без диктатуры вы не можете уничтожить буржуазию: все это лишь беспочвенные утверждения».
После возражений делегата НКТ коммунисты сделали вид, что исправят резолюцию в отношении «диктатуры пролетариата». В конечном счете, Лозовский, тем не менее, опубликовал текст резолюции в первоначальном виде, без изменений, предложенных Пестаньей, но с его подписью. Троцкий с трибуны в течение часа громил испанского делегата, а когда тот попросил дать ему возможность ответить на нападки, председательствующий объявил прения закрытыми.
Проведя несколько месяцев в Москве, Пестанья покинул Россию 6 сентября 1920 г., глубоко разочарованный всем увиденным. Рудольф Роккер, к которому он приезжал в Берлин, рассказывает, что тот был похож на «потерпевшего кораблекрушение». Ему не хватило мужества, чтобы открыть правду своим испанским товарищам. Разрушить огромные надежды, зарожденные в них Российской революцией, казалось ему подобным жестокому убийству. Сразу же по возвращении в Испанию он был брошен в тюрьму и поэтому избежал тяжкой обязанности говорить первым.
Летом 1921 г. новая делегация НКТ приняла участие в III конгрессе Коммунистического Интернационала, а также в учредительном съезде Красного Интернационала профсоюзов. Среди делегатов НКТ были молодые неофиты, обращенные в русский большевизм, как, например, Хоакин Маурин и Андрес Нин, [98] а также французский анархист Гастон Леваль, обладавший холодным умом. Рискуя быть обвиненным в том, что он «льет воду на мельницу буржуазии» и «помогает контрреволюции», последний предпочел не молчать. Не рассказать массам, что победителем в России оказалась не революция, а государство, не «показать им за спиной живой революции государство, парализующее и убивающее её», было гораздо хуже, чем молчание. Именно в таких словах изложил он это во Франции в газете «Le Libertaire» в ноябре 1921 г. Вернувшись в Испанию и считая, что «любое честное и лояльное сотрудничество» с большевиками невозможно, он порекомендовал НКТ аннулировать свое членство в Третьем Интернационале и в её якобы профсоюзном филиале.
Таким образом, опереженный Пестанья решился опубликовать свой первый отчет и дополнить его затем вторым, где он открывал правду о большевизме:
«Принципы коммунистической партии прямо противоположны тому, что она утверждала и провозглашала в первые часы революции. Российская революция и коммунистическая партия по своим принципам, средствам, методам и конечным целям диаметрально противоположны. (…) Коммунистическая партия, став абсолютным хозяином власти, постановила, что тот, кто не думает по-коммунистически („коммунистически“, разумеется, на её собственный манер), не имеет права думать. (…) Коммунистическая партия отторгла у пролетариата все святые права, данные ему революцией».
Пестанья ставит под сомнение правомочность Коммунистического Интернационала: являясь простым продолжением Российской коммунистической партии, он не может представлять революцию в глазах мирового пролетариата.

Национальный съезд НКТ в Сарагоссе в июне 1922 г., которому и предназначался этот отчет, решил выйти из Третьего Интернационала или, точнее, из его профсоюзного суррогата, Красного Интернационала профсоюзов, и направить делегатов на международную анархо-синдикалистскую конференцию, состоявшуюся в Берлине в декабре того же года, из которой родилась Международная Ассоциация Трудящихся (МАТ). Слово «международная» в названии носило призрачный характер, поскольку кроме крупного испанского профобъединения из других стран в неё вошли очень малые силы.
В конце 1922 года на конгрессе в Берлине был основан анархо-синдикалистский Интернационал — Международная ассоциация трудящихся (МАТ), к которому НКТ приняла решение присоединиться.

Весной 1923 года были убиты видные рабочие лидеры Сальвадор Сеги и Ф.Комас. На контрреволюционный террор анархисты и синдикалисты отвечали стачками и вооружёнными акциями. Противостояние продолжалось до тех пор, пока в сентябре 1923 года в стране не была установлена диктатура генерала Примо де Риверы, запретившая независимую профсоюзную деятельность.
В 1927 году была создана Федерация анархистов Иберии (ФАИ), сыгравшая важную роль в последующем существовании НКТ (большинство членов ФАИ были одновременно членами Национальной конфедерации труда). ФАИ, по сути, следила за тем, чтобы НКТ не отходила от анархистских принципов, не подпадала под какое либо партийное влияние.

### НКТ и Вторая республика

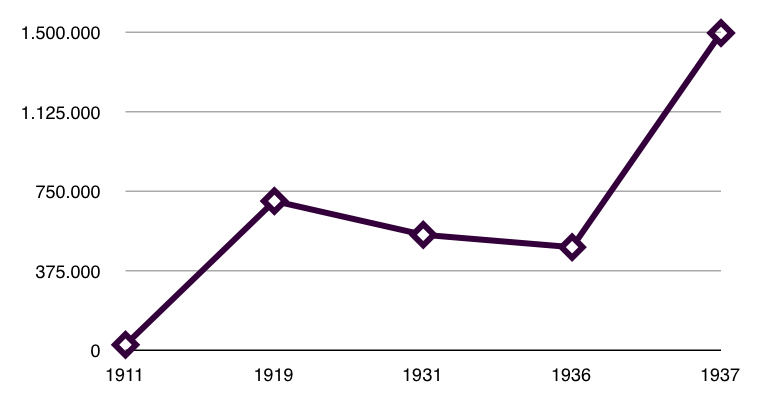
Примерная диаграмма развития НКТ в 1911—1937 годах.

В 1931 в Испании пала монархия, что НКТ поначалу приветствовала, однако, после установления Второй республики анархо-синдикалисты оставались в оппозиции относительно официальных властей. 1931—1933 годы отмечены постоянным ростом забастовочной активности, часть сельских забастовок даже переросли в вооружённые столкновения.

В декабре 1933 года во время новой всеобщей стачки в Севилье анархисты создали революционный комитет, который руководил уличными боями с войсками. Анархисты снова оказались в полуподполье. Этому способствовало и изменение политического курса правительства страны после победы правых на выборах 1933 г.
В это время в НКТ состояло около 500 000 человек. Главной опорой анархо-синдикалистов была Каталония, а также они занимали сильные позиции в Андалусии и Арагоне, где количество Национальной конфедерации труда превышало количество членов социалистической ВСТ. Испанией в эти годы управляла коалиция левоцентристской Partido Republicano Radical и правоцентристской СЕДА (CEDA).
При этом в НКТ имели место трения между радикальным крылом, входившим в ФАИ, и умеренным. Это вылилось в издание в 1931 году группой умеренных синдикалистов «Манифеста тридцати», что положило начало так называемому «триентизму» и выходу в 1932 году из НКТ умеренных (реформистов) во главе с Анхельей Пестанья, которые решили взять курс на создание Синдикалистской партии. Помимо того, в том же 1932 году, в апреле, из НКТ была исключена федерация Жироны и Лериды, так как контроль над ней находился в руках близких к ПОУМ марксистов.
5 октября 1934 года ВСТ объявили всеобщую забастовку, её поддержали коммунисты и каталонские националисты, а также анархо-синдикалисты. Эти события переросли в вооружённое восстание в Астурии, которое было жестоко подавлено к 18 октября, погибло несколько сотен человек, был арестован ряд лидеров принявших участие в восстании организаций. При этом в отдельных местах имело место быть провозглашение установления анархистского коммунизма: «В некоторых местах деньги были отменены и заменены потребительской книжкой, в других выпускались местные боны. В долине Лангрео был провозглашён либертарный коммунизм». Впрочем, либертарный коммунизм провозглашался и в более ранних восстаниях, в 1932 году шахтёрами Фигольса.
В 1935 году в Сарагоссе совместными силами НКТ и ВСТ была проведена успешная забастовка работников транспортной сферы, что сопровождалось более чем двухнедельной всеобщей забастовкой.
В ходе выборов 1936 года анархо-синдикалисты отказались от идеи тотального бойкота выборов, в результате чего голоса членов НКТ пришедших на избирательные участки обеспечили победу Народному фронту. Одним из итогов этого стало освобождение из-под стражи несколько тысяч политических заключённых, возросло количество забастовок.
На конгрессе в Сарагоссе 1 мая 1936 года было ратифицировано положение о том, что НКТ не должна заключать никаких пактов с политическими партиями. На момент проведения конгресса в НКТ насчитывалось около 850 тысяч — 1 миллиона членов. В то же время с осуждением ВСТ и социалистов за сотрудничество с существующей системой была принята резолюция о «революционном альянсе», и выдвинуто предложение об объединении НКТ и ВСТ в том случае, если последние откажутся от сотрудничества с правящим режимом, а также поддержит курс на революцию анархо-синдикалистов.
В мае—июне по всей Испании разворачивалась забастовочная борьба, при этом ВСТ не отвечала на предложение о «революционном альянсе». В десятых числах июля участились случаи политических убийств. Ситуация становилась все более взрывоопасной.

### Гражданская война

#### 1936
С началом Гражданской войны НКТ оказывается в едином антифашистском республиканском лагере, в котором пребывает до конца войны. В это время в НКТ происходят активные споры об антифашистском единстве, конкретных действиях, революции. Одним из результатов этого стало вхождение части руководства Национальной конфедерации труда в правительственные круги в качестве министров. Этот ход вызвал резкие разногласия внутри НКТ, так что в итоге часть активистов стали осуществлять положения принятой в мае Сарагосской программы, подразумевавшей осуществление идеалов анархистского коммунизма, вопреки поведению своих лидеров.
Наиболее серьёзными преобразования анархистов были в сельскохозяйственном Арагоне, и, в несколько меньшей степени — в промышленной Каталонии, и конкретно в Барселоне, где анархо-синдикалисты вошли в правительство. Джордж Оруэлл писал:

Я впервые находился в городе, власть в котором перешла в руки рабочих. Почти все крупные здания были реквизированы рабочими и украшены красными знамёнами либо красно-чёрными флагами анархистов, на всех стенах были намалёваны серп и молот и названия революционных партий; все церкви были разорены, а изображения святых брошены в огонь. То и дело встречались рабочие бригады, занимавшиеся систематическим сносом церквей. На всех магазинах и кафе были вывешены надписи, извещавшие, что предприятие обобществлено, даже чистильщики сапог, покрасившие свои ящики в красно-чёрный цвет, стали общественной собственностью. Официанты и продавцы глядели клиентам прямо в лицо и обращались с ними как с равными, подобострастные и даже почтительные формы обращения временно исчезли из обихода. Никто не говорил больше «сеньор» или «дон», не говорили даже «вы», — все обращались друг к другу «товарищ» либо «ты» и вместо «Buenos dias» говорили «Salud!».
Территория Арагона находилась под контролем НКТ, в чьих синдикатах состояла значительная часть местных жителей, и которые внедряли теперь на практике идеи безвластного коммунизма. Оборону осуществляли милиционные формирования анархо-синдикалистов. На добровольных началах анархо-синдикалистами производилась коллективизация, при этом, если кто-то не хотел участвовать в коллективизации и трудится в коммунах, мог заниматься индивидуальным хозяйством, с тем условием, что не будет использовать наёмный труд. Те земли, которые кто-либо не мог обработать в одиночку, переходили в собственность коллективов.
Джордж Оруэлл писал об одном из таких сообществ:

Более или менее случайно я попал в единственный во всей Западной Европе массовый коллектив, в котором политическая сознательность и неверие в капитализм воспринимались как нечто нормальное. На Арагонском фронте я находился среди десятков тысяч людей, в большинстве своем — хотя не исключительно — рабочих, живших в одинаковых условиях, на основах равенства. В принципе, это было абсолютное равенство, почти таким же было оно и на деле. В определённом смысле это было неким предвкушением социализма, вернее мы жили в атмосфере социализма. Многие из общепринятых побуждений — снобизм, жажда наживы, страх перед начальством и т. д. — просто-напросто исчезли из нашей жизни. В пропитанном запахом денег воздухе Англии нельзя себе даже представить, до какой степени исчезли на фронте обычные классовые различия. Здесь были только крестьяне и мы — все остальные.
Среди наиболее значимых коммун можно назвать такие которые располагались в Альканьисе, Каланде (Теруэль), Алькорисе, Вальдерробресе, Фраге, Алькампеле. При этом не просто коллективизировалась (социализировалась) земля, но коллективизировался так же и труд, например дома престарелых во Фраге, коллективизация некоторых больниц (в частности в Барбастре и Бинефаре), и основание школ, таких как Школа Анархистских Бойцов (School of Anarchist Militants). Все эти учреждения были позднее в ходе войны уничтожены войсками националистов.
В целях защиты новых сельских организаций было организовано внеочередное пленарное заседание регионального Комитета представителей сельских профсоюзов, поддержанных Буенавентура Дуррути. Вопреки желанию Национального комитета каталонской НКТ был создан региональный Совет обороны Арагона.

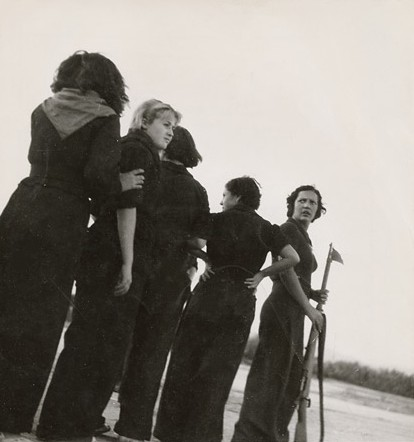
Активистки «Мухерес Либрес». Барселона, 1936 г.

В ходе гражданской войны происходила также и своего рода «сексуальная революция», её проводили радикальные анархистки из «Мухерес Либрес» («Свободные женщины» — Mujeres Libres). Эти активистки устанавливали женское равноправие в обществе, традиционно державших женщин в социально ущемлённом состоянии. Однако они отвергали феминизм, считая его буржуазным и сепаратистским движением, направленным на раскол между мужчинами и женщинами, работниками и работницами. Женщины приобретали таким образом силу, которой ранее не имели в испанском обществе, сражались на фронте и выполняли тяжёлую работу, то есть те вещи, что были им ранее запрещены. Приобретала популярность свободная любовь, хотя недоверие некоторых родителей привело к возникновению такого явления как «революционные свадьбы», неофициальным церемониям, когда пары декларировали своё гражданское положение, которое могло быть аннулировано, если обе стороны не хотели продолжать их отношения.
Осенью 1936 года по инициативе назначенного 4 сентября премьер-министром Ларго Кабальеро стала формироваться коалиция, составляющая национальное правительство, в которую было предложено войти и представителям от НКТ. Анархо-синдикалисты настаивали на создании национального совета обороны, в который должны были войти представители «анархо-синдикалистов, марксистов и республиканцев», а возглавить его должен был, как предлагалось, Ларго Кабальеро. Однако премьер-министр отверг данное предложение.

Между тем, в Каталонии региональный комитет НКТ, под давлением постоянных требований правительства Ларго Кабальеро прекратить каталонское «двоевластие», заявил о своем согласии с роспуском КАМ [Комитет антифашистских милиций]; взамен 3 представителя НКТ вступили в состав Женералитата. Таким образом, анархо-синдикалисты впервые вошли в открыто правительственный орган.
В ноябре переговоры Ларго Кабальеро и руководства НКТ о вхождении их представителей в правительство продолжились. В итоге 4 ноября в испанское правительство были назначены на министерские должности четыре представителя от анархо-синдикалистов: Хуан Лопес (министр торговли), Хуан Пейро (министр промышленности), Фредерика Монтсени (министр здравоохранения), Гарсиа Оливер (министр юстиции).

Кабинет Ларго Кабальеро стал правительством широкой антифашистской коалиции, которая просуществует до мая 1937 года. Абад де Сантильян считал, что анархисты представляют в правительстве «единую сторону народа», противостоя партиям. При этом генеральный секретарь НКТ Х. Прието заявил министрам-синдикалистам, что НКТ — не компартия, и не собирается ограничивать свободу действий своих министров.
При этом не все члены НКТ одобряли вхождение своих представителей в правительство, считая это противоречащим анархистским принципам. К оппозиционно настроенной относительно вопроса об участии в правительстве части анархо-синдикалистов относился и пользовавшийся большим авторитетом Буэнавентура Дуррути, погибший при невыясненных обстоятельствах 20 ноября 1936 года под Мадридом.

#### 1937
В середине февраля 1937 года на конгрессе в Каспе было принято решение о создании Федерации коллективов Арагона:

приняли участие 600 делегатов от 300 тысяч членов из 500 коллективов. Это была значительная цифра, если учесть, что всё население республиканского сектора Арагона составляло 500 тысяч человек. Фактически конгресс, на котором была основана Федерация коллективов Арагона, представлял большинство населения региона….
На конгрессе присутствовали делегаты Национального комитета НКТ. Региональный комитет в ответ на это пригрозил своей отставкой, что затрудняло попытки его осуждения. Кроме того весной 1937 года наблюдалось углубление разногласий между НКТ-ФАИ и компартией. Член НКТ Мельхор Родригес (Melchor Rodríguez), начальник мадридских тюрем обвинил коммуниста Хосе Казорла (José Cazorla), наблюдателя за общественным порядком, в том, что тот поддерживал существование секретных тюрем, в которых содержались анархисты, социалисты, и другие представители республиканского лагеря, обвинявшиеся в предательстве, и к ним применялись пытки. Вскоре после, Ларго Кабальеро использовал это в качестве повода для роспуска контролируемой коммунистами Хунты обороны (Junta de Defensa). В ответ Карлоза закрыл офисы Solidaridad Obrera. Коммунисты, входившие в правительство Каталонии выдвинули несколько требований, вызвавших негативную реакию анархистов, в частности о передачи всего оружия под контроль правительства.

Основной задачей властей в этот период стало разоружение трудящихся. Стремление лишить анархо-синдикалистские рабочие организации контроля над границами в апреле 1937 года привело к жестоким столкновениям в пограничной с Францией зоне Каталонии. Участились нападки коммунистов, правых социалистов и республиканцев на коллективизацию в экономике; вспыхивали острые конфликты между испанским Министерством сельского хозяйства и рабочими коллективами апельсиновых плантаций Валенсии, созданными НКТ и ВСТ, между каталонским Министерством продовольственного снабжения и стремившимся к социализации распределения барселонским профсоюзом НКТ и так далее. Имелись десятки случаев расправ с анархистами или произвольных арестов анархистских активистов.
Напряжённость в отношениях между анархо-синдикалистами и правительством Каталонии только нарастала. 3 мая гвардейцы национальной гвардии напали на находившуюся под контролем НКТ телефонную станцию Барселоны, намереваясь взять её под контроль. Это спровоцировало баррикадные бои на улицах города между анархо-синдикалистами и членами ПОУМ (Рабочая партия марксистского единства) с одной стороны и КПИ и правительственными войсками с другой стороны.
На следующий региональный комитет НКТ объявил всеобщую забастовку. Бо́льшая часть Барселоны находилась под контролем анархо-синдикалистов и членов ПОУМ. Милиционными формированиями НКТ было разоружено более 200 членов проправительственных формирований на их баррикадах, пропускались только машины НКТ. В ответ на призыв лидеров НКТ прекратить стрельбу, правительство начало переброску в Барселону войск с фронта, а также части, находившиеся в Валенсии. 5 мая «Друзьями Дуррути» была выпущена брошюра, призывавшая «к разоружению военизированной полиции… роспуску политических партий…» и декларировавшая: «Да здравствует социальная революция! — Долой контрреволюцию!» Это брошюра была тут же осуждена лидерами НКТ. На следующий день правительство согласилось на предложение лидеров НКТ-ФАИ, призывавших к отводу национальной гвардии и не применение репрессий против либертариев, участвовавших в конфликте, в обмен на демонтирование баррикад и прекращение всеобщей забастовки.

7 мая в Барселону вошли правительственные войска. По дороге в Барселону войска разоружали отряды НКТ и ПОУМ (сохраняя вооружённые формирования других организаций), громили их штаб-квартиры и даже производили расстрелы. После прибытия правительственных войск более 300 анархо-синдикалистов и «троцкистов» было арестовано. Трагическим итогом майских событий стало 500 убитых и тысяча раненых, а также начало перелома в ходе Испанской революции.
События начала мая 1937 года вскоре привели к краху НКТ. В августе республиканским правительством был распущен Совет обороны арагона; с фронта были сняты танковые части генерала Листера (подготовленные к наступлению на Арагонском фронте), которые были брошены против анархистских коммун. Была распущена треть «коллективов», сотни анархистов были арестованы. Были разрушены многие офисы НКТ, а всё оборудование, принадлежавшее «коллективам» было перераспределено между землевладельцами. При этом лидеры НКТ не только помешали своим боевым формированиям покинуть фронт и вмешаться в происходящее в тылу, но они даже не осудили действия правительства против арагонских коммунаров, что вызвало острый конфликт между ними и рядовыми членами анархо-синдикалистских профсоюзов.

#### 1938—1939
6 апреля 1938 года в правительство Хуана Негрина вошёл представитель НКТ Сегундо Бланко, он был назначен министром образования и здравоохранения. В связи с тем что С. Бланко был единственным анархо-синдикалистом в правительстве, большинство лидеров НКТ относились весьма критично к участию в правительстве, считая его подвластным сталинистам. Видные лидеры анархо-синдикалистов называли Бланко «подачкой либертарному движению» и «всего лишь ещё одним негристом». С другой стороны, Бланко способствовал приходу в министерство образования других членов НКТ, а также остановке распространению министерством «коммунистической пропаганды». Кроме того, его наличие в правительстве способствовало ограничению репрессий против анархо-синдикалистов.
В марте 1939-го, в конце войны, лидеры НКТ приняли участие в свержении правительства Хуана Негрина Советом национальной обороны. В этих событиях приняли участие члены НКТ Эдуардо Валь и Хосе Мануэль Гонсалес Марин, работавшие в совете, в то время как 14-я дивизия Сиприано Меры обеспечивала военную поддержку, а Мелечор Родригес стал мэром Мадрида. Совет пытался договориться с Франко о заключении мира, однако — безрезультатно.

27 марта фашисты перешли во всеобщее наступление, 28 марта - заняли Мадрид. 1 апреля вся Испания была под контролем франкистских войск.

### НКТ в период диктатуры Франко
Закон о политической ответственности (Law of Political Responsibilities) 1939 года объявил НКТ вне закона, её активы были конфискованы. В то время в НКТ входило около миллиона человек, имелась обширная инфраструктура. Согласно некоторым оценкам во время правления Франко было убито около 160—180 тысяч членов НКТ.
В течение правления Франциско Франко НКТ продолжала действовать нелегально, равно как и активисты, находившиеся в эмиграции. В то же время часть активистов НКТ продолжали вооружённую партизанскую борьбу с режимом Франко вплоть до 1948 года. В эти годы между отдельными фракциями НКТ наблюдалось много разногласий. Главный раскол произошёл после того как Национальный комитет в Испании решил поддержать членов республиканского правительства в изгнании, в то время как члены Либертарного движения в изгнании (MLE) (в основном — НКТ в изгнании) выступали против дальнейшего сотрудничества с правительством. Даже Фредерика Монтсени, бывшая министр здравоохранения республики, изменила свою позицию по вопросу о сотрудничестве, описывая «тщетность… участия в правительстве». MLE был сформирован в январе 1960 года членами НКТ, ФАИ и ФИХЛ. В сентябре следующего года был проведён конгресс в Лиможе, на котором был создан Sección Defensa Interior (DI). Многие активисты НКТ в изгнании были разочарованы в политических акциях как в инструменте, и одной из главных целей DI явилось убийство Франко.
Все эти внутренние расхождения ослабляли НКТ, к тому же они происходили на фоне репрессий против активистов организации, так что НКТ теряло влияние на трудящихся Испании. В 1961 году анархо-синдикалисты начали возвращать утраченные позиции, укрепляясь в течение 1960-х и 1970-х благодаря проникновению анархо-синдикалистской идеологии в организации католических антифранкистских рабочих, таких как Hermandad Obrera de Acción Católica (HOAC, «Рабочее братство католического действия») и Juventud Obrera Católica (JOC, «Католическая рабочая молодёжь»).

### Новейшая история НКТ

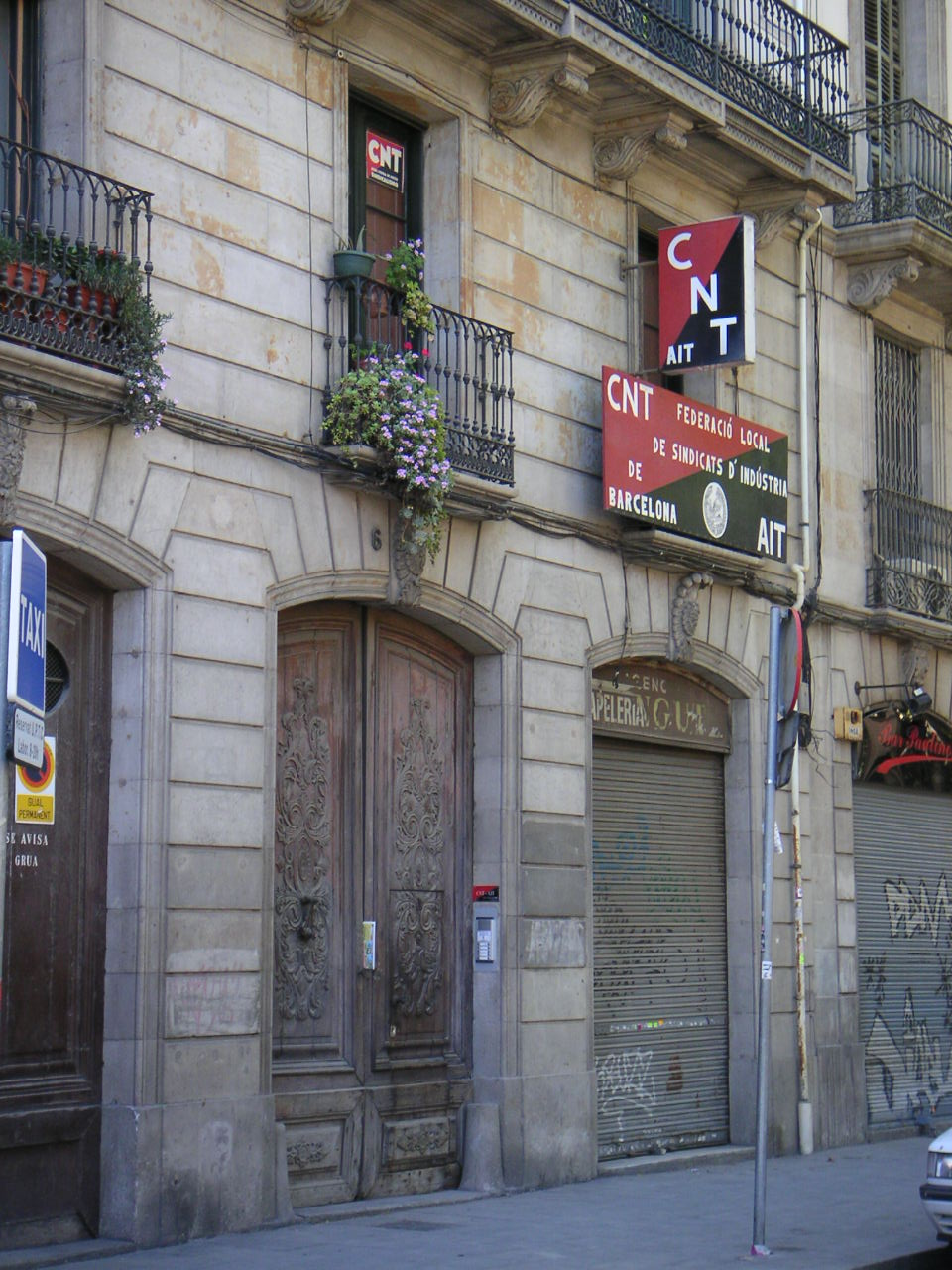
Офис НКТ в Барселоне.

После смерти Франко в ноябре 1975 года, когда начался переход Испании к демократии, НКТ был легализован, его члены впервые с окончания гражданской войны могли открыто собираться, не боясь репрессий.
В 1977 году НКТ оказался единственным социальным движением выступившим против подписания так называемого Договора Монклоа (Moncloa Pact), соглашения между политиками, политическими партиями и профсоюзами, планирующего последующее управление экономикой на время «переходного периода». В 1979 году НКТ провёл свой первый конгресс после 1936 года, а также было организовано несколько массовых собраний. Представленные точки зрения на конгрессе установили линию поведения НКТ на последующие годы: отказ от участия в профсоюзных выборах в комитеты предприятий, отказ от принятия государственных субсидий, отказ от признания рабочих комиссий и поддержка профсоюзных секций.
На этом первом конгрессе, проведённом в Мадриде, меньшинство НКТ, сторонники участия в профсоюзных выборах, откололись от Национальной конфедерации труда. Сначала они называли себя НКТ Валенскийского конгресса (ссылаясь на альтернативный конгресс, проведённый в данном городе), однако позже принявшие название «Всеобщая конфедерация труда» (ВКТ) (Confederación General del Trabajo — CGT), что произошло после вынесения судебного решения в апреле 1989 года, гласившего, что они не могут использовать инициалы НКТ. В 1990 году группа участников ВКТ покинула данный профсоюз, чтобы иметь возможность получать те же государственные субсидии, что и большинство других профсоюзных организаций, и основали организацию Solidaridad Obrera.
Годом ранее, в 1978 году, случай в Скала, в Барселоне потряс НКТ. Это был взрыв в барселонском ночном клубе, унёсший жизни трёх человек. Власти утверждали, что бастующие рабочие «взорвали себя». Выживших забастовщиков арестовали, обвиняя их в совершении данного теракта. Члены НКТ объявили, что целью данного судебного разбирательства было криминализовать их организацию:

Было очевидно, что полицейские не искали ничего, никого — у них уже были преступники — это было не более чем запугивающим и отпугивающим средством от организации тысяч присоединившихся рабочих, что, хотя они идентифицировали себя с синдикалистской линией анархо-синдикалистов, они не были настроены пройти длинный путь в своей поддержке, не говоря уже о том чтобы бросить вызов подобной полицейской репрессии. Это была не шутка, новости о новых арестах создали атмосферу ненадёжности среди большой части участников. С другой стороны, уверенность в причастности НКТ к теракту продолжала укореняться в общественном мнении, которое вызвало серьёзное ухудшение имиджа организации, и таким образом анархистов. Если мы добавим новости об агрессиях и нападениях фашистских групп, которые значительно увеличились в те дни, мы можем более или менее представить ситуацию. Быть анархистом в те дни стало очень отталкивающим. СМИ сделали это непопулярным; полиция и ультраправые группы сделали это опасным.— Revista Polémica, Случай в Скала. Судебное разбирательство против анархо-синдикализма.
После своей легализации НКТ начала активно стараться вернуть конфискованное законом 1939 года. Основанием для данного возвращения было установлено согласно закону 4/1986, который требовал возвращения захваченного имущества, и право профсоюзов использовать или сдавать недвижимость. С тех пор НКТ требовал требовал от государства возвращения своего имущества.
В 1996 году здания Экономического и Социального совета в Мадриде были захвачены (засквотированы) 105 членами НКТ. Данный орган отвечал за репатриацию накоплений профсоюза. В 2004 году было достигнуто соглашение между НКТ и Канцелярией окружного прокурора (District Attorney’s Office), посредством чего были сняты все обвинения против участников захвата 1996 года.

### Текущее положение

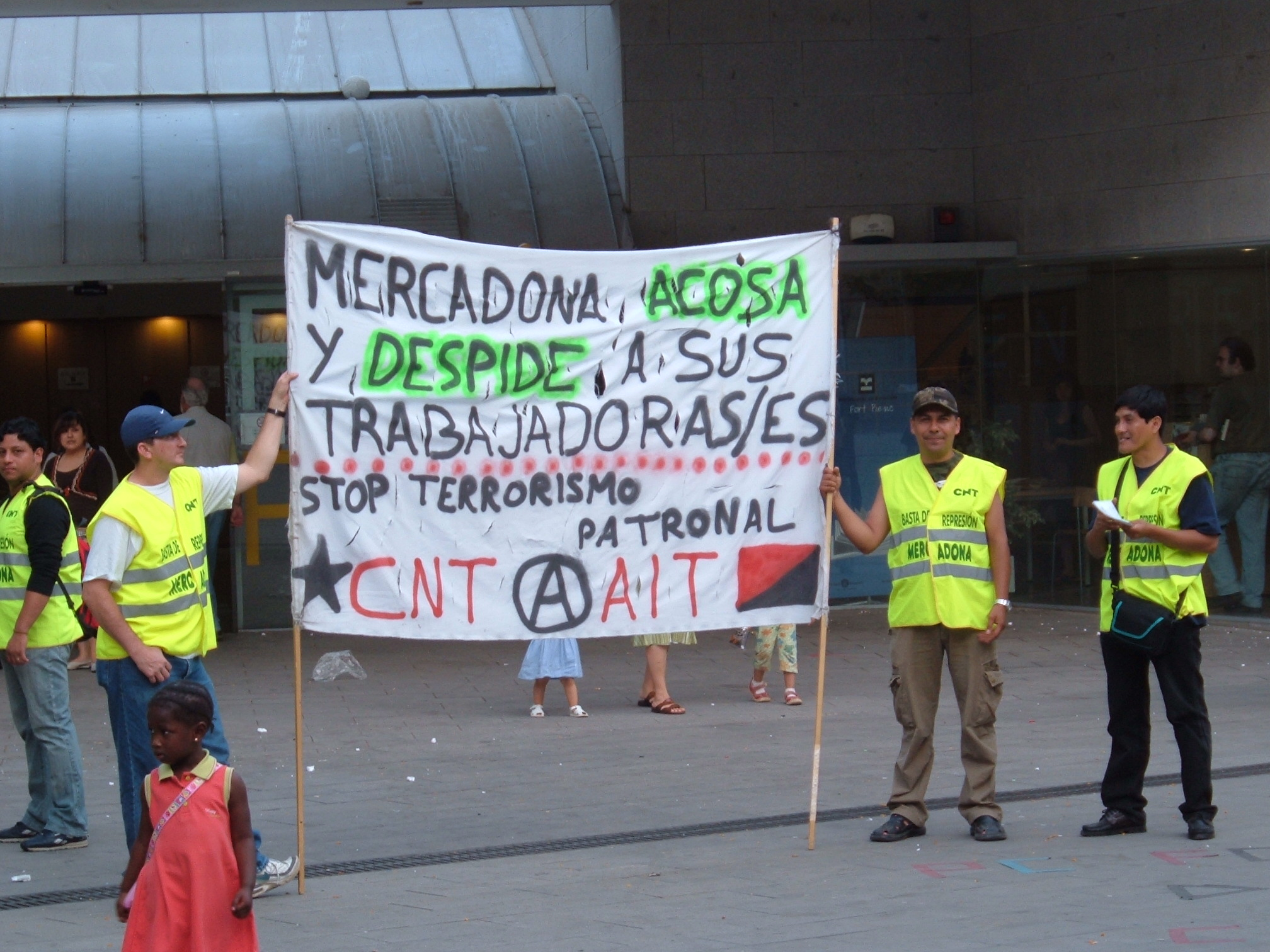
Члены НКТ на пикете в Барселоне, июнь 2006 года

НКТ выступает против участия в выборах в рабочие комитеты на предприятиях, и критически относится к основным испанским профсоюзным организациям, таким как ВКТ и Рабочие комиссии, к трудовым реформам, вместо этого они предлагают идею предъявления своих прав на принадлежащее по праву, социальной революции.
В 2005 году правительство Испании продолжало возвращение имущества профсоюза, захваченного в течение и после гражданской войны у ВСТ и НКТ. Согласно некоторым социальным наблюдателям и сообщениям в СМИ данное возвращение было демонстрацией симпатий к ВСТ, потому что в 1936 году анархо-синдикалистские профсоюзы имели больше членов нежели другие профсоюзные организации, однако правительство выплатило НКТ около 4 миллионов евро, в то время как ВСТ получил намного больше. НКТ продолжил требовать возвращение захваченного у неё имущества.
В июле 2006 года отмечалась 70-я годовщина испанской революции, в честь чего НКТ и ФАИ организовали юбилейные празднования, включавшие в себя выступления, дебаты, демонстрацию фильмов, выставки и музыкальные перформансы. Аналогичные мероприятия организовываются на протяжении всего 2010 года по случаю столетия организации.
В последние годы НКТ участвовала во множестве трудовых конфликтов, наиболее заметными из которых стали забастовка в Mercadona, самая длительная забастовка в истории Каталонии, а также забастовка работников мадридского метро — при поддержке работников и общественных активистов из других союзов метро. Массовые демонстрации и забастовки проводились в 2009 м году в Андалусии (Рота, Лебриха, Севилья). Постоянно растет численность и создаются новые синдикаты по всей территории Испании, о чём свидетельствуют сообщения в профсоюзной газете «CNT», на страницах которой сообщается о создании новых отделений в Эльче, Пилар-де-ла-Орадада, Сантандере и так далее.

## Символика и культура

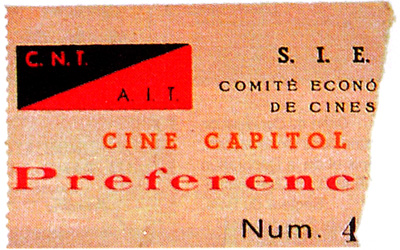
Билет на проход в театр, управляемый членами НКТ.

НКТ стремится к радикальному преобразованию общества, следствием чего является желание сделать равнодоступным для всех достижения культуры и науки. Эти идеи развиваются путём поддержки либертарных атенео. Школа либертарных активистов (Escuela de Militantes Libertarios) базировалась на идеях либертарной педагогики, стараясь добиться того, чтобы «группы подростков смогли приобрести знания и чувство личной ответственности, чтобы работать в таких коллективах, как эстрадные артисты и бухгалтеры». НКТ управляет своим культурным наследием посредством Фонда либертарных исследований Ансельмо Лоренсо: издает и редактирует книги, проводит конференции и так далее. Кроме того некоторые члены НКТ поддерживают идею распространения эсперанто.
Флагом НКТ является традиционный диагональный чёрно-красный флаг анархо-синдикалистов: красный является цветом рабочего движения, а чёрный — традиционным анархистским, отрицающим национализм в пользу интернационализма.
Гимном НКТ является песня A las barricadas (На баррикады), которая поётся на мотив «Варшавянки». Автором стихов является Валериано Оробон Фернандес. В 1933 году издана с музыкальными аранжировками для смешанного хора Анхелем Миретом.
В ходе гражданской войны НКТ выпустила несколько почтовых марок. Другими сохранившимися предметами из этой области являются плакаты, билеты в кино, и другие предметы, связанные с кампаниями, коллективизированными в ходе испанской революции 1936 года.
Джордж Оруэлл участвовал в гражданской войне в Испании в рядах милиционных формирований ПОУМ — революционной марксистской партии, чьи бойцы присоединились во время революции к НКТ, к которой раньше принадлежал их лидер Андреу Нин, бывший генеральным секретарём НКТ. Оруэлл описал свои впечатления об анархистской Барселоне в своей книге Памяти Каталонии. В девятой главе этой книги Дж. Оруэлл прокомментировал, что «Следуя своим личным симпатиям, я охотнее всего пошёл бы к анархистам».
Роберт Кэп (Robert Capa) сфотографировал момент смерти члена Колонны Дуррути Фредерика Борреля Гарсиа в ходе гражданской войны. Этот снимок получил известность под названием «Смерть лоялистского солдата». Данная фотография стала известным изображением, которое показывает бедствия войны.
В 1936 году киноиндустрия была коллективизирована, так что снимались короткометражные фильмы, такие как En la brecha («В промежутке», 1937) . Так же позднее было снято несколько фильмов о гражданской войне, в частности фильм Висенте Аранды Libertarias («Анархистки», или «Поборницы свободы», 1996), в котором демонстрируется группа милиционеров (в первую очередь — женщин) на Арагонском фронте во время испанской гражданской войны.

## Организация работы НКТ

### Членство в профсоюзе
НКТ открыта для любых рабочих и студентов, кроме сотрудников полиции, армии, и каких либо других репрессивных органов, а также работодателей и других лиц, эксплуатирующих чужой труд. Член профсоюза не обязан подписываться под какой-либо конкретной идеологией. Члены НКТ могут принадлежать к политической партии, но любой, кто выступает в качестве должностного лица в какой-либо политической партии не может занимать должность в профсоюзе. Это правило введено для предотвращения НКТ от манипуляций со стороны какой-либо политической организации.

### Цели
НКТ, будучи профсоюзной организацией, стремится развивать среди рабочих чувства солидарности. Кроме того, НКТ стремится помогать людям в повседневной борьбе улучшать своё положение в условиях существующей социальной системы, и подготовить людей к освобождению в будущем, когда средства производства перейдут в руки трудящихся. В её цели входит осуществление взаимопомощи внутри организации и поддержание отношений с другими рабочими организациями, близкими по взглядам и выступающими за освобождение рабочего класса от государственной и капиталистической власти. К тому же НКТ старается вести борьбу не только непосредственно на рабочих местах, но и вне их, стремясь преобразовать общество посредством анархистского революционного синдикализма. В целях социально-революционного преобразования общества в программных документам в общих чертах указана экономическая система, базирующаяся на конфедералистских принципах анархистского коммунизма. НКТ основывается на анархистских идеях, и тем самым идентифицирует себя с борьбой различных социальных движений. НКТ — интернационалистская профсоюзная организация, но поддерживает право различных сообществ на самоопределение и внегосударственный суверенитет.

### Структура
Организационная структура НКТ строится на принципах анархизма. Она призвана обеспечить противостояние бюрократизации и иерархизации.

#### Рабочий союз и распределение должностей

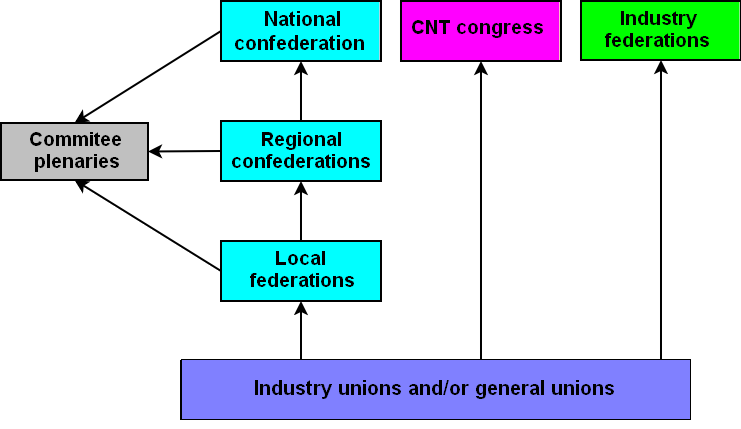
Диаграмма организационной структуры НКТ.

Основу структуры НКТ составляют отраслевые профсоюзы. Каждый отраслевой профсоюз объединяет рабочих различных профессий в рамках одной отрасли промышленности, производства или сферы экономики. Для создания в той или иной местности отраслевого профсоюза (sindicato unico de ramo) достаточно 25 человек. Если число членов, занятых в той или иной отрасли, меньше, создается межпрофессиональный профсоюз (sindicato de oficios varios). Такой профсоюз может включать рабочих разных профессий и из разных отраслей промышленности; для его создания необходимо не менее пяти человек. Если число работников меньше, то они могут сформировать группу Конфедерации. В связи с небольшим размером НКТ большинство её профсоюзов — профсоюзы межпрофессиональные.
Принятие решений в рамках отраслевых и межпропрофессионльных союзов осуществляется на профсоюзных ассамблеях (рабочих собраниях): в принятии решений участвуют все трудящиеся-члены, на основе прямой демократии, консенсусом. На этих собраниях рассматриваются любые вопросы, будь то местные, региональные, национальные, международные.

##### Профсекции
Профсоюзные секции — собрания трудящихся-членов профсоюза, работающих на одном предприятии, в одном учреждении, конторе или фирме. Собрание профсекции выбирает делегатов, сменяемых в любой момент: они представляют мнение секции на встречах с разного рода юридическими лицами, но при этом не имеют полномочий на принятие конкретных решений.

##### Комитеты и секретари
Для выполнения рутинных, а также административных обязанностей, не требующих обсуждения всего коллектива, собрание выбирает комитет. У этого комитета нет полномочий на принятие решений. Комитеты могут организовываться в разного рода отделы по пропаганде, культурной работе и хранению архива; по делам печати и информации; по финансовым и экономическим вопросам; по юридической деятельности и защите арестованных; по профсоюзному действию; по общественному действию и секретариат по общим вопросам. Число секретарей может меняться: обычно их два или больше, они работают совместно, если это необходимо. Делегаты секций профсоюзных секций также входят в комитет.

#### Федерации и конфедерации
В отличие от организаций, которые организованы сверху вниз, НКТ организована на анархистских принципах, то есть снизу вверх, через конфедерации разного уровня, строго следуя федеративным принципам. Подобная структура призвана ограничить унификацию в комитетах и не дать им подпасть под чьё-либо политическое влияние. Кроме того это позволяет сократить до минимума власть людей, которые могут быть более активными в организации.

##### Местные и окружные федерации
Различные профессиональные и межпрофессиональные союзы отдельных муниципалитетов составляют местную федерацию. Эти профсоюзы координируют свою деятельность через местный комитет, обладающего теми же самыми характеристиками и полномочиями, что и комитеты профсоюзов. Местный комитет выбирается на местном пленарном собрании, на котором каждый профессиональный и межпрофессиональный союз может послать делегатов с письменно оформленными решениями, ранее принятыми на их собраниях. В свою очередь, профсоюзы соседних муниципалитетов могут группироваться в окружные федерации.

##### Региональные конфедерации
| Андалусия Арагон - Риоха Астурия - Леон Канарские острова Каталония - Балеарские острова Центр | Эстремадура Галисия Леванте Мурсия Север |

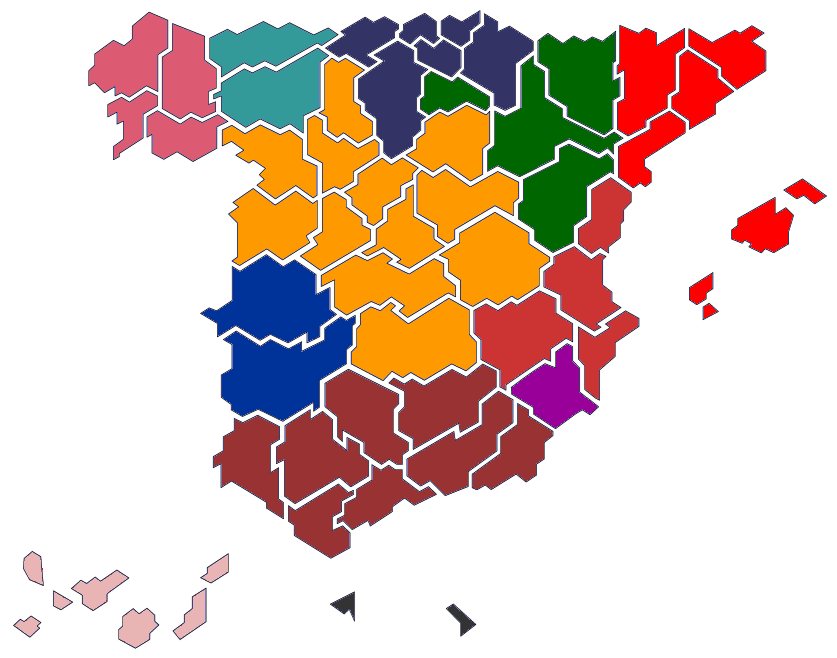
Региональная карта НКТ
Кроме того, к НКТ относится «внешняя» организация, действующая в Париже, Тулузе и Монпелье (Франция). Она тоже имеет статус региональной конфедерации.

Региональная конфедерация состоит из местных профсоюзов в пределах географической региональной зоны. Она имеет ту же самую структуру. Региональный комитет с генеральным секретарем и другими членами выбирается на региональной пленарной конференции, на которую местные профсоюзы посылают делегатов с письменно оформленными решениями, ранее принятыми на собраниях профсоюзов. Со временем региональное деление НКТ претерпело определённые изменения. Современное деление — не совпадает с официальным делением испанских автономий.
| Андалусия Альмерия Кадис Кордова Гранада Уэльва Хаэн Малага Севилья Арагон — Риоха Уэска Теруэль Сарагоса Риоха Астурия — Леон Астурия Леон Канарские острова Лас-Пальмас Санта-Крус-де-Тенерифе | Каталония — Балеарские острова Барселона Жирона Лерида Таррагона Балеарские острова Центр Авила Паленсия Саламанка Сеговия Сория Вальядолид Самора Мадрид Сьюдад-Реаль Куэнка Гвадалахара Толедо | Эстремадура Мерида Касерес Галисия Ла-Корунья Луго Оренсе Понтеведра Леванте Альбасете Аликанте Кастельон Валенсия Мурсия Мурсия | Север Кантабрия Бургос Алава Гипускоа Бискайя Наварра |

##### Национальная конфедерация
| Луис Фернанду Барба    | май 1995     | декабрь 1995 |  |  |  |
| Хосе Луис Веласко      | декабрь 1995 | февраль 1998 |  |  |  |
| Луис Фуентес           | декабрь 1998 | октябрь 2000 |  |  |  |
| Анна Сигюенса          | октябрь 2000 | март 2003    |  |  |  |
| Инаки Жиль (Iñaki Gil) | апрель 2003  | июль 2005    |  |  |  |
| Рафаэль Корралес       | июль 2005    | июль 2007    |  |  |  |
| Фидель Манрике         | июль 2007    | действующий  |  |  |  |
|                        |              |              |  |  |  |

В соответствии с тем же принципом, региональные конфедерации посылают делегатов-представителей на национальное пленарное собрание, которое составляет национальную конфедерацию. Национальный пленум региональных конфедераций выбирает национального Генерального секретаря, который перемещает штаб-квартиру НКТ, в соответствии с его/её местом жительства. Следовательно, у НКТ нет строго определённой штаб-квартиры.
Пленарная конференция федерации профсоюзов той местности, которая избрана для штаб-квартиры, собирается, чтобы определять остальных секретариата. Генеральный секретарь и остальная часть секретариата формируют Постоянный Секретариат Национального комитета (SP CN, на испанском языке) НКТ, наряду с Генеральными секретариатами каждой из областей. Как и в каждом из комитетов НКТ, их полномочия являются техническими или административными: у них нет никакой власти управлять другими.

#### Конгресс НКТ
| Конгресс | Год  | Место                       | Время                 |
| -------- | ---- | --------------------------- | --------------------- |
| Создание | 1910 | Барселона                   | 30 октября — 1 ноября |
| I        | 1911 | Барселона                   | 8—11 сентября         |
| II       | 1919 | Мадрид                      | 10—18 декабря         |
| III      | 1931 | Мадрид                      | 11—16 июня            |
| IV       | 1936 | Сарагоса                    | 1— 0 мая              |
| V        | 1979 | Мадрид                      | 8—16 декабря          |
| VI       | 1983 | Барселона                   | 12—16 января          |
| VII      | 1990 | Бильбао                     | апрель                |
| VIII     | 1995 | Гранада                     | 6—10 декабря          |
| IX       | 2002 | Перлора (Perlora), Карреньо | 1—3 ноября            |

Непосредственные делегаты от отраслевых и межпрофессиональных профсоюзов приезжают на Конгресс НКТ с письменными поручениями от делегировавших их собраний, независимо от местного и регионального уровней. В обязанности Конгресса входит определение общей линии действий НКТ, назначение новых Национальных комитетов. Начиная с возникновения НКТ в 1910 году и учредительного конгресса в сентябре 1911 г. имели место девять конгрессов: пять из них прошло до начала гражданской войны 1936—1939 годов, и четыре после смерти Франко.
Национальный комитет объявляет о созыве Конгресса за год до его проведения, в том случае если существует настоятельная потребность в нём, или же есть какие-либо новые проблемы для обсуждения. Повестка дня для обсуждения формулируется после согласования на национальном пленуме, а затем в течение семи месяцев до Конгресса члены всех профсоюзов проводят свои собственные дебаты, которые завершаются представлением их мнения Конгрессу.

#### Пленумы и пленарные собрания
Собрания различных комитетов (местных, региональных, национальных) называются пленумами (пленарными заседаниями). На пленарных заседаниях не могут приниматься какие-либо решения, но только излагаться технические и административные проблемы, поскольку они организуются комитетами без полномочий на принятие решения.
Другой метод принятия решений — через местные и региональные пленарные конференции (или пленарные собрания), и конгрессы, в которых принимают участие делегаты от отраслевых и межпрофессиональных профсоюзов с предварительно достигнутыми и изложенными в письменном виде решениями. Национальная пленарная конференция не подчиняется этим правилам, поскольку в этом случае делегаты с изложенными письменно решениями посылаются от региональных конфедераций.

#### Параллельные структуры

##### Конференции
Конференции НКТ — это открытые встречи, на которых обсуждаются предложенные темы и вопросы; они служат для выявления общего мнения в рамках организации в любой момент времени. Позже дискуссии переходят для рассмотрения к местным профсоюзам. Люди, представляющие самих себя, либо другие группы или профсоюзы могут присутствовать, но не могут предлагать резолюции.

##### Отраслевые федерации
Отраслевые федерации организуются по отраслям производства, а не на основе географического принципа. Все профсоюзы НКТ той или иной отдельной отрасли производства образуют общенациональную отраслевую федерацию, отличающуюся от организационной структуры местных и региональных федераций и конфедераций профсоюзов. Отраслевые федерации существуют также на региональном уровне. Такие федерации предназначены заниматься теми вопросами, которые находятся в их сфере компетенции. Они направляют на национальные и региональные конгрессы и конференции делегатов с правом совещательного голоса.
В настоящее время в НКТ действуют следующие отраслевые федерации:
- Работников почты Астурии
- Федерация работников почты и телеграфа
- Федеральный синдикат работников Телефонной компании
- Общегосударственная федерация работников общественных служб
- Общегосударственная федерация работников строительства
- Общегосударственная федерация работников печатного дела

#### Отношения с МАТ

Эмблема испанской региональной федерации МАТ.

Международная ассоциация трудящихся (МАТ) является международным объединением анархо-синдикалистских профсоюзов. Анархо-синдикалистские организации, каждая из которых работает в каждой конкретной стране, являются секциями МАТ. НКТ — испанская секция МАТ
МАТ проводит международные конгрессы. Организация работы в период между конгрессами осуществляется интернациональным Секретариатом, который

«избирается для более эффективной координации международной деятельности М.А.Т., получения и распространения информации о борьбе во всех странах и наилучшего осуществления резолюций международного конгресса. Секретариат состоит из минимум троих человек, живущих в местностях, где находятся штаб-квартиры М.А.Т. Генеральный секретарь избирается конгрессом или международным референдумом. Другие члены должны избираться секцией или секциями, которые определяются конгрессом».

#### Другие структуры

##### Медиа
Печатным органом НКТ является газета «CNT», функционирующая как независимое издание. Состав её редакции и штаб-квартира выбираются на конгрессе или на национальном пленуме. Редакция управляет распределением, печатью, продажами и подписками, равно как и отбором статей, из числа присылаемых в редакцию. Избранный директор посещает встречи Национального комитета НКТ с совещательным голосом. Генеральный секретарь НКТ ответственен за написание редакционной полосы в газете. CNT издается ежемесячно, с лицензией Creative Commons на принципах копилефта, и доступна в печатном виде и онлайн-формате.
У всех организаций и синдикатов, входящих в НКТ, могут быть свои собственные СМИ. Так, Solidaridad Obrera («Рабочая Солидарность») является газетой Региональной конфедерации труда Каталонии и наиболее старым печатным органом анархо-синдикалистских профсоюзов, основанным ещё в 1907 году. Другие СМИ — La tira de papel, бюллетень Национальной координации работников полиграфии, связи и зрелищ(Coordinadora Nacional de Artes Gráficas, Comunicación y Espectáculos); Cenit, газета заграничного Регионального Комитета НКТ, BICEL, издаваемый Фондом либертарных исследований имени Ансельмо Лоренсо, который был создан в 1987 году, а также газета Extremadura libre — печатный орган региона Эстремадура и др.

##### Фонд Ансельмо Лоренсо
Одной из прерогатив НКТ, определённой в решениях VIII-го конгресса в Гранаде — возвращение исторической памяти испанского анархизма. Основная форма работы НКТ в данной области — развитие проектов через Фонд либертарных исследований имени Ансельмо Лоренсо, также известный как Фонд Ансельмо Лоренсо или просто ФАЛ (FAL).
ФАЛ функционирует автономно, а его директор выбирается на национальном пленуме регионов или на конгрессе. Фонд осуществляет следующую деятельность:
- Содержание, каталогизация и публичная демонстрация исторических фондов НКТ.
- Издание книг и материалов в других форматах.
- Подготовка культурных событий на конгрессах НКТ или МАТ, организация лекций, дебатов, конференций, видеофорумов, презентаций книг и так далее.
- Издание бюллетеня Bicel (испанский: Boletín Interno de Centros de Estudios Libertarios, русский: Внутренний бюллетень Центров либертарных исследований).
- Координация с другими подобными проектами, связанными с FAL.

### Система голосования
В принципе НКТ старается избежать применение принципа голосования, предпочитая поиск общего согласия, консенсуса, что считается более соответствующим её анархистским принципам. Поиск консенсуса эффективно работает в рамках конкретных профсоюзов, но на более высоком уровне организации часто не удаётся полностью избежать проведения голосований. Голосование проводится всегда открыто, посредством поднятия рук.
| Размер профсоюза | Размер профсоюза | Голосов |
| От               | До               | Голосов |
| ---------------- | ---------------- | ------- |
| 1                | 50               | 1       |
| 51               | 100              | 2       |
| 101              | 300              | 3       |
| 301              | 600              | 4       |
| 601              | 1000             | 5       |
| 1001             | 1500             | 6       |
| 1501             | 2500             | 7       |
| 2500             | больше           | 8       |

Проблемы могут возникнуть, когда решения должны быть приняты на местных или региональных пленарных заседаниях или конгрессах. Как уже упоминалось, базовая структура НКТ — это отраслевые или (там, где таковых нет) межпрофессиональные профсоюзы. Получается, что полностью справедливого метода для принятия решений через голосование не существует:

- Если бы каждый профсоюз получал по одному голосу, у профсоюза с 1000 членами точно так же был бы один голос, как и у профсоюза из 50 человек. Два профсоюза из 25 человек (2 голоса) смогли бы навязать свою волю профсоюзу с 1000 членами (1 голос).
- Если бы голоса распределялись согласно количеству членов, тогда у профсоюза с 2000 членами было бы 2000 голосов, а у 100 профсоюзов, в каждом из которых по 20 членов, было бы столько же голосов, что и у одного этого профсоюза. Географическое распределение 100 профсоюзов более широко, нежели у одного, но принятое решение обязательно в равной мере для всех профсоюзов, даже при том, что у маленького профсоюза была бы та же самая ответственность, что и у большого профсоюза, несмотря на большие трудности для маленького профсоюза.
- Мы сталкиваемся, кроме того, с проблемой меньшинства. Например, профсоюз A решает объявить забастовку 400 голосами против 350 и должен соблюдать своё решение бастовать, в соответствии с решением собрания. Профсоюз в той же самой местной федерации голосует против забастовки 100 голосами против 25. Профсоюз из местной федерации единодушно голосует «за» 15 голосами. Таким образом есть два профсоюза, выступающие за забастовку, и один против. Таким образом, если соблюдать систему «один профсоюз — один голос», забастовка должна была бы быть объявлена. Но, суммируя все отрицательные голоса вместе, мы получаем 450 голосовавших против забастовки, и 440 — «за».

НКТ пытается свести возникающие проблемы к минимуму с помощью системы ограниченно-пропорционального голосования. Даже эта система имеет ряд недостатков и может оказаться не в пользу профсоюзов с большим членством.
Как пример, «десять профсоюзов с 25 членами в каждом насчитывали бы 250 человек, имеющих 10 голосов. Это дало бы большее количество голосов, чем у профсоюза с 2500 членами, который, имея в 10 раз большее количество членов, будет иметь право только на 7 голосов». В рамках НКТ это не считают большой проблемой, поскольку стремятся достигать решения путём консенсуса после длительных дискуссий. Однако, из-за самой природы принятия решения путём поиска консенсуса, окончательные договорённости могут иметь в итоге мало общего с изначально представленными предложениями.

### Методы

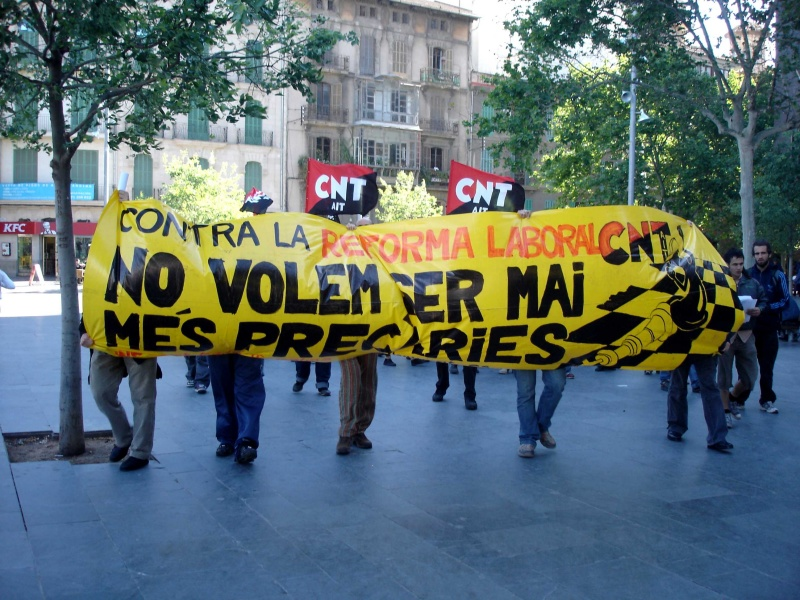
Члены профсоюза CNT-AIT на демонстрации, несут транспарант.

НКТ твёрдо придерживается трёх основных принципов — самоуправления трудящихся, федерализма и взаимопомощи — и полагает, что трудовые конфликты между нанимателями и наёмными работниками должны решаться без вмешательства таких посредников, как официальные государственные институты или профсоюзные чиновники. По этой причине НКТ критикует профсоюзные выборы в так называемые комитеты предприятий, образованные для заключения соглашений с администрацией предприятий и фирм. НКТ рассматривает эти органы, как средство контроля со стороны администрации и выступает вместо этого за практику собраний трудового коллектива, создание профсоюзных секций на предприятиях и в учреждениях и методы прямого действия. Кроме того, когда есть возможность, НКТ предпочитает не решать конфликты через суд. Административные должности в профсоюзе не оплачиваются, лица, занимающие их, могут быть отозваны в любой момент.. Добиваясь повышения зарплаты, НКТ выступает за большее равенство: она предпочитает, чтобы все работники получали равную в численном выражении прибавку, а не увеличение на одинаковый процент от их предыдущей ставки.
Распространёнными формами акций НКТ является, помимо организации забастовок, проведение демонстраций с транспарантами перед штаб-квартирой компании, с которой профсоюз находится в конфликте, призыв к бойкоту её продукции потребителями и к общественной солидарности с ущемлёнными работниками. В ходе забастовок создаются фонды сопротивления, призванные экономически помочь бастующим и их семьям.
НКТ организована на основе единых союзов для той или иной профессии, а не союзов работников, выполняющих тот или иной вид работ. Эта практика была принята во время подъёма классовой борьбы около 1918 года:

Были аресты среди представителей обеих профессий, так что профессиональный союз изготовителей теста, включавший четыреста квалифицированных рабочих, был неспособен действовать из-за нехватки людей. Но тогда солидарность проявила вся пищевая отрасль: пекари, кондитеры, мельники продолжили дело своих арестованных коллег. А плотники, токари, лакировщики, вся деревообрабатывающая отрасль попыталась освободить участников саботажа. Забастовка краснодеревщиков продлилась семнадцать недель. Пока наниматели не уступили. Это был огромный успех. И, строго говоря, именно этот урок солидарности придал импульс созданию Единого профсоюза работников по дереву — того, что затем прославился — и единого профсоюза пищевиков, включая все профсоюзы отрасли.— Joan Ferrer, in Baltasar Porcel's La revuelta permanente